# Аксёново (Бабушкинский район)
Аксёново — деревня в Бабушкинском районе Вологодской области.
Входит в состав Бабушкинского сельского поселения, с точки зрения административно-территориального деления — в Леденьгский сельсовет.
Расстояние до районного центра села имени Бабушкина по автодороге составляет 15 км. Ближайшие населённые пункты — Тупаново, Тиноватка, Грозино.
Население по данным переписи 2002 года — 20 человек (9 мужчин, 11 женщин). Преобладающая национальность — русские (85 %).